# Gordon West Hodgen
Gordon West Hodgen, britanski general, * 1894, † 1968.